# Sébastien Jasaron
Sébastien Jasaron, né le 25 juillet 1978 à Paris, est un joueur français de basket-ball. Il évolue au poste d'ailier.

## Statistiques en professionnel
| Saison    | Club                   | Min./match | Points | % aux tirs | Rebonds | Passes | Contres | Interceptions |
| 2002-2003 | Étendard Brest (Pro B) | 33,0       | 18,0   | 49 %       | 6,1     | 2,5    | ?       | ?             |
| 2005-2006 | Étendard Brest (Pro A) | 14,0       | 4,7    | 44 %       | 0,6     | 0,0    | ?       | ?             |
| 2006-2007 | Vanves                 | 28,6       | 17,3   | 51 %       | 6,6     | 1,0    | 0,0     | 0,6           |
| 2007-2008 | Lille                  | 22,3       | 11,5   | 44 %       | 3,9     | 1,8    | 0,0     | 0,8           |